# Андреевский мост (Санкт-Петербург)
Андреевский мост — автодорожный железобетонный балочный мост через реку Лубью в Красногвардейском районе Санкт-Петербурга.

## Расположение
Расположен в створе Андреевской улицы, у пересечения ее с улицей Красина. 
Выше по течению находится Рябовский мост, ниже — Жерновский мост.
Ближайшая станция метрополитена — «Ладожская».

## Название
До 1997 года мост назывался Лупповским №5. В 1997 году получил название Андреевский по наименованию Андреевской улицы.

## История
Исторически в этом месте река Луппа имела изгиб русла, поэтому улица Красина дважды пересекала реку, существовало два деревянных балочных моста, которые неоднократно ремонтировались в дереве. В 1960 году русло реки Луппы было спрямлено, улица Красина прошла по правому берегу реки, а деревянные мосты разобрали. В том же году по проекту инженера «Ленгипроинжпроекта» Б. Б. Левина был построен существующий железобетонный мост, который обеспечил выход Андреевской улицы на улицу Красина. Строительство моста осуществляло СУ-3 треста «Ленмостострой» под руководством главного инженера К. В. Учаева.

## Конструкция
Мост однопролётный железобетонный, балочно-разрезной системы. Пролётное строение состоит из типовых двутавровых балок постоянной высоты из преднапряжённого железобетона, объединённых между собой диафрагмами. Устои массивные из монолитного железобетона на свайном основании. Общая длина моста составляет 23,6 м, ширина — 12 м. 
Проезжая часть моста включает в себя 2 полосы для движения автотранспорта. Покрытие проезжей части и тротуаров — асфальтобетон. Тротуары отделены от проезжей части высоким гранитным парапетом. Перильное ограждение чугунное художественного литья, на устоях завершается гранитными тумбами. 